# Абдурахман Шаља
Абдурахман Шаља (алб. Abdurrahman Shala; Вучитрн, 25. октобар 1922 — Приштина, 9. март 1994) био је југословенски, српски и албански глумац, редитељ, продуцент и сценариста.
Након завршене гимназије, учествује у НОБ-у. Захваљујући Милутину Јаснићу, од 1948. је ангажован као глумац, потом и редитељ у Покрајинском народном позоришту у Приштини, где игра и у Албанској и у Српској драми. Један је од првих албанских редитеља на Косову и Метохији. Режирао је низ позоришних представа. 
Од 1955. године је на филму. Играо је у већини филмова сниманих на Косову и Метохији. Имао је улоге у преко тридесет југословенских филмова. Последња улога била је Зекир у филму „Пре кише“ Милче Манчевског 1994. године. Косценариста је филмова: „Вук са Проклетија“ и „VII косовска бригада“. Био је први директор Косовофилма у Приштини и продуцент десетак филмова.

## Награде
- Децембарска награда Косову и Метохији, 1957.
- Сребрна арена на Филмском фестивалу у Пули 1979. за улогу у филму „Ветар и храст“ Бесима Сахатчијуа.